# Skjersholmane
Skjersholmane est une île norvégienne du comté de Hordaland appartenant administrativement à Stord.

## Description
Rocheuse et désertique, à fleur d'eau, elle s'étend sur environ 99 m de longueur pour une largeur approximative de 43 m. Reliée par une digue, elle forme un port de plaisance. 